# 李卡度
李卡度，MH（LEE Ka To Cado，1991年12月27日—），生於香港，香港男子欖球運動員，亦為香港男子七人欖球代表隊成員，司職傳接鋒，首位登陸日本頂級聯賽的香港華將，效力日本頂級欖球聯賽球隊NEC Green Rockets。

## 運動員生涯
李卡度生於香港，父母熱愛馬拉松運動，在父母的薰陶下，李卡度自小已接觸多種運動，小學時曾參加三項鐵人賽。李卡度在英國約克讀中學時初次接觸欖球。2009年，他在英國高考的體育和數學科考得B級成績，因而被香港大學運動科學系取錄，回流香港。2011年11月，李卡度首次獲香港男子七人欖球代表隊徵召，參加「滙豐亞洲七人欖球系列賽」第三站比賽。他在此間表現出色，共獲得大專賽MVP、球會最佳新人獎和香港代表隊年度最佳球員等獎項。然而，他卻因為在訓練時受傷，錯過了參加香港國際七人欖球賽的機會。
2013年，李卡度在香港大學畢業後，續在香港教育學院修讀教育文憑（體育）。他在年間首次出戰香港國際七人欖球賽，並助香港殺入銀碗決賽；然而，他卻因為右膝韌帶斷裂，需要一年多時間進行休養，因而無緣參加七人欖球世界盃、世界運動會、第十二届全運會和亞洲七人欖球系列賽等大賽。2014年9月，李卡度代表中國香港參加南韓仁川舉行的亞運會七人欖球比賽，在決賽負於日本隊，奪得銀牌。於2017年8月加盟日本職業球會NEC Green Rockets，成為首位登陸日本頂級聯賽的香港華將。
2018年3月12日，李卡度宣布回歸香港。原本獲續約一季的他捨棄黃金機會，自言能為港出戰下月一戰、世界盃及亞運衝金，一切也值得。：「日本球隊開出多一季合約，但不想我兼顧港隊，仔細考慮後決定放棄。港隊今年有3大賽，我真的很想與隊友拿一面亞運金牌，而且明年還要開始爭入奧運，為港爭取佳績才最重要。」2018年9月，李卡度代表中國香港參加印尼舉行的亞運會七人欖球比賽；結果，香港隊以全勝姿態打進決賽，並在決賽以14比0擊敗日本隊，奪得金牌。

## 外部連結
- 七人欖球代表隊球員註冊資料 （页面存档备份，存于）